# Giulio Maria Furente
Giulio Maria Furente (Napoli, 6 novembre 1997) è un attore italiano.

## Biografia
Nato a Napoli il 6 novembre 1997, studia recitazione fin da bambino con la madre.
Dal 2007 al 2012 interpreta il personaggio di Sandro Ferri nella soap opera Un posto al sole. Contemporaneamente recita in teatro, nel film No problem (2008) di Vincenzo Salemme, e in alcune fiction tv: Il mistero del lago, regia di Marco Serafini, R.I.S. 5 - Delitti imperfetti e Rex, tutte del 2009.
Nel febbraio 2009 partecipa alla quinta edizione della trasmissione Ballando con le stelle, in onda su Rai 1, in coppia con la piccola Giulia d'Errico, vincendo il Torneo delle Stelline.

## Teatro
- La guerra inutile, regia di Piera Violante (2005)
- Tutti i colori del cielo, regia di Piera Violante (2006)
- El Canto General, regia di Piera Violante (2007)
- Con Napoli per l'eternità, regia di Giuliana Pisano, con Salvatore D'Onofrio (2007)
- Natale con le stelle, regia di Piera Violante (2007)
- Non tutti i ladri vengono per nuocere, regia di Piera Violante (2008)
- L'ospite gradito, regia di Piera Violante (2008)
- Giochiamo a fare i poeti, regia di Piera Violante (2007 e 2008)
- Il Re Leone, regia di Piera Violante - Musical (2008)
- Mary Poppins, regia di Piera Violante - Musical (2008)
- Il gobbo di Notre Dame, regia di Piera Violante - Musical (2008)

## Filmografia

### Cinema
- No problem, regia di Vincenzo Salemme (2008)
- Messia Habib - cortometraggio, regia di Pino Sondelli (2008)

### Televisione
- Un posto al sole, registi vari - Soap opera (2007-2012)
- Il mistero del lago, regia di Marco Serafini - Film TV (2009)
- R.I.S. 5 - Delitti imperfetti, regia di Fabio Tagliavia - serie TV, 3 episodi (2009)
- Rex, regia di Marco Serafini - Miniserie TV - Episodio: Il colore del silenzio (2009)
- Squadra antimafia - Palermo oggi 2 - serie TV, 3 episodi (2010)
- Preferisco il paradiso, regia di Giacomo Campiotti
- Ho sposato uno sbirro 2, regia di Luca Miniero

## Programmi televisivi
- Ballando con le stelle - Raiuno - concorrente (2009)